# 丹尼斯·卡尼伯達
丹尼斯·卡尼伯達（德語：Denys Kaliberda；1990年6月24日—）是一位德國排球運動員。他現在效力於俄羅斯排球聯賽球隊Lokomotiv Novosibirsk。他是德國國家排球隊的一員，代表德國參加了2014年世錦賽獲得銅牌。